# エリコ (ミサイル)
エリコ(ヘブライ語: יְרִיחוֹ、英語: Jericho）はイスラエルの弾道ミサイルシリーズである。
エリコ1からエリコ3までが確認されている。

## 概要
イスラエルにおけるミサイル開発は1950年代には開始されていた。ミサイルの開発にはフランスが関与しており、ダッソー社が開発してきた各種ミサイルのうち、MD-620弾道ミサイルが最初のモデルであるエリコ1開発の基礎となっている。
1965年には点火試験が行われるなどの開発を行なってきたが、1968年にはフランスの武器禁輸政策により、開発協力は中止された。ただし、それまでの間に12発のMD-620がフランスより提供されたと見られている。
エリコ1はイスラエル・エアロスペース・インダストリーズ等で1980年にかけてアメリカ合衆国の企業の協力も得て、10億ドルを費やし、開発・生産が継続された。これを基に、エリコ2、エリコ3へと発展している。また、エリコ2は人工衛星打ち上げ用ロケットであるシャヴィトに発展した他、南アフリカに提供され、同国で弾道ミサイル及び人工衛星打ち上げ用ロケットであるRSAシリーズへと派生した。
イスラエルは核兵器保有を曖昧化する戦略を取っているが、エリコ1を始め、エリコシリーズは以前より核ミサイルの可能性が指摘されている。
イスラエル中部のエルサレム地区、ベト・シェメシュ近郊のセドット・ミハ空軍基地はエリコ弾道ミサイルの発射基地であり、このミサイルを運用する空軍部隊（第150飛行隊、第199飛行隊、第248飛行隊）が在籍している。

## 各型

### エリコ1
エリコ1は短距離弾道ミサイルである。固体燃料ロケットであり、全長13.4m、胴体直径0.8m、重量は6.5t。射程は500kmで、半数必中界は1,000m。弾頭重量は400kgと推測されている。
1969年の段階で、アメリカ合衆国政府は、エリコ1を少なくとも1972年までは戦略ミサイル/核ミサイルにしないことを求め、イスラエルも同意していた。
存在が一般に報道されたのが1971年であり、同年には作戦体制に入ったと推測されている。1973年までは誘導装置に問題があったと見られるが、50から100発が生産され、1990年代には退役している。

### エリコ2
エリコ2は1985年から開発が開始されたもので、射程は約1300km。準中距離弾道ミサイルに分類される弾道ミサイルである。
1987年から1992年までの間にテスト発射が繰り返されている。
人工衛星打ち上げ用ロケットであるシャヴィト（（ヘブライ語: שביט）へと発展した。

### エリコ3
エリコ3は2008年に実戦配備されたと推定されている長距離弾道ミサイルである。射程は約7000km。

## その他
イスラエルにおける正式な呼称（ヘブライ語）は「エリコ」だが、日本では英語読みの「ジェリコ」でも知られており、「ジェリコミサイル」等と呼ばれることもある。
2008年に公開されたアメリカのSF映画、『アイアンマン』の作中には“ジェリコミサイル”なる名称の兵器が登場するが、本項目で解説している実在の弾道ミサイルとは異なる架空の存在である。